# Нижний Коропец
Ни́жний Ко́ропец (укр. Нижній Коропець) — село в Мукачевской городской общине Мукачевского района Закарпатской области Украины.
Население по переписи 2001 года составляло 927 человек. Население по данным на 01.01.2025 года составляло 823 человека. Почтовый индекс — 89670. Телефонный код — 3131. Занимает площадь 5,34 км². Код КОАТУУ — 2122785601.
Через село протекает река Коропец.

## Известные уроженцы
- Гей, Виктор Викторович – украинский футболист.